# 2006-os Formula–1 kanadai nagydíj
A kanadai nagydíj volt a 2006-os Formula–1 világbajnokság kilencedik versenye, amelyet 2006. június 25-én rendeztek meg a kanadai Circuit Gilles Villeneuve-ön, Montréalban.

## Pénteki versenyzők

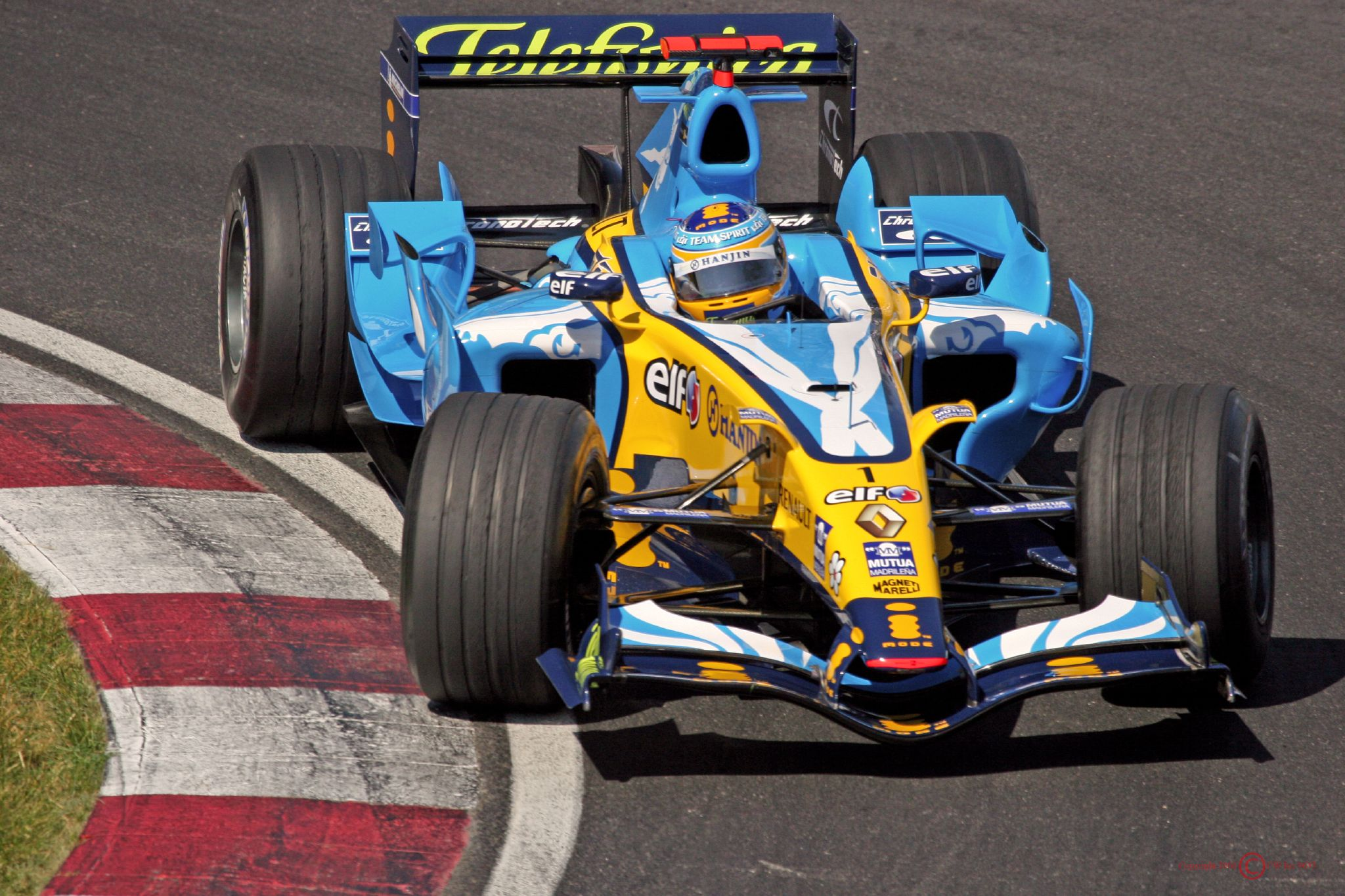
Fernando Alonso, a kanadai nagydíj győztese

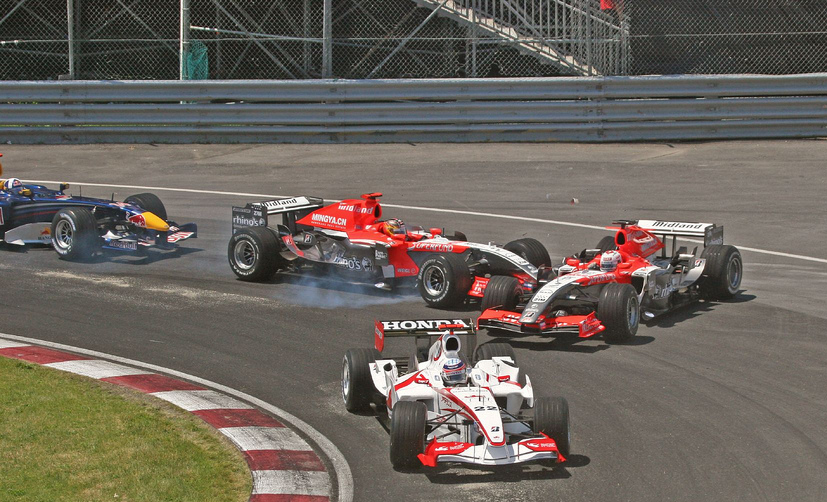
A két Midland autó összeütközik

| Versenyző        | Csapat/Motor        |
| ---------------- | ------------------- |
| Alexander Wurz   | Williams-Cosworth   |
| Anthony Davidson | Honda               |
| Robert Doornbos  | Red Bull-Ferrari    |
| Robert Kubica    | BMW Sauber          |
| Giorgio Mondini  | MF1-Toyota          |
| Neel Jani        | Toro Rosso-Cosworth |
| Jamamoto Szakon  | Super Aguri-Honda   |

## Időmérő edzés
Az első rajtkockát Fernando Alonso szerezte meg, aki mögül csapattársa, Giancarlo Fisichella illetve Kimi Räikkönen indulhatott a McLarennel.
| Helyezés | Versenyző            | Csapat/Motor        | 1. rész  | 2. rész  | 3. rész  |
| -------- | -------------------- | ------------------- | -------- | -------- | -------- |
| 1        | Fernando Alonso      | Renault             | 1:15.350 | 1:14.726 | 1:14.942 |
| 2        | Giancarlo Fisichella | Renault             | 1:15.917 | 1:15.295 | 1:15.178 |
| 3        | Kimi Räikkönen       | McLaren-Mercedes    | 1:15.376 | 1:15.273 | 1:15.386 |
| 4        | Jarno Trulli         | Toyota              | 1:16.455 | 1:15.506 | 1:15.968 |
| 5        | Michael Schumacher   | Ferrari             | 1:15.716 | 1:15.139 | 1:15.986 |
| 6        | Nico Rosberg         | Williams-Cosworth   | 1:16.404 | 1:15.269 | 1:16.012 |
| 7        | Juan Pablo Montoya   | McLaren-Mercedes    | 1:16.251 | 1:15.253 | 1:16.228 |
| 8        | Jenson Button        | Honda               | 1:16.594 | 1:15.814 | 1:16.608 |
| 9        | Rubens Barrichello   | Honda               | 1:16.735 | 1:15.601 | 1:16.912 |
| 10       | Felipe Massa         | Ferrari             | 1:16.259 | 1:15.555 | 1:17.209 |
| 11       | Jacques Villeneuve   | BMW Sauber          | 1:16.493 | 1:15.832 |          |
| 12       | Christian Klien      | Red Bull-Ferrari    | 1:16.585 | 1:15.833 |          |
| 13       | Nick Heidfeld        | BMW Sauber          | 1:15.906 | 1:15.885 |          |
| 14       | Ralf Schumacher      | Toyota              | 1:16.702 | 1:15.888 |          |
| 15       | Vitantonio Liuzzi    | Toro Rosso-Cosworth | 1:16.581 | 1:16.116 |          |
| 16       | David Coulthard      | Red Bull-Ferrari    | 1:16.514 | 1:16.301 |          |
| 17       | Mark Webber          | Williams-Cosworth   | 1:16.985 |          |          |
| 18       | Scott Speed          | Toro Rosso-Cosworth | 1:17.016 |          |          |
| 19       | Tiago Monteiro       | MF1-Toyota          | 1:17.121 |          |          |
| 20       | Christijan Albers    | MF1-Toyota          | 1:17.140 |          |          |
| 21       | Szató Takuma         | Super Aguri-Honda   | 1:19.088 |          |          |
| 22       | Franck Montagny      | Super Aguri-Honda   | 1:19.152 |          |          |

## Futam
Alonso magabiztosan megnyerte a versenyt. Az ötödik helyről indult Michael Schumacher a rajtnál a hetedik helyre esett vissza, míg Fisichella korai rajtja miatt kénytelen volt kiállni a boxba egy időre, hogy letöltse büntetését. A második kör elején Rosberg és Montoya összeakadt, ezért beküldték a biztonsági autót. Schumacher a biztonsági autós szakasz után már negyedik volt, majd megelőzte az előtte haladó Trullit is, míg a két élen álló elhúzott a mezőnytől. Räikkönen autója a második kiállásánál lefulladt és a finn ezzel értékes másodperceket veszített. Jacques Villeneuve fékjei a verseny vége felé annyira felforrósodtak, hogy a kanadai nekiment falnak, ami miatt ismét bejött a biztonsági autó. Schumacher az utolsó körökben megelőzte a második helyről induló Räikkönent, aki így a harmadik lett. A finné lett a leggyorsabb kör: 1:15,841-del. Kiesett a kanadai Villeneuve, Ralf Schumacher, Montoya, Barrichello, Montagny, Rosberg és Albers. Räikkönen után a pontszerzők Giancarlo Fisichella, Felipe Massa, Jarno Trulli, Nick Heidfeld és David Coulthard lettek.
A verseny után Alonso előnye 25 pontra nőtt a némettel szemben.
| Helyezés | Rajtszám | Versenyző            | Csapat/Motor        | Futott kör | Idő/Kiesés oka | Rajthely | Pont |
| -------- | -------- | -------------------- | ------------------- | ---------- | -------------- | -------- | ---- |
| 1        | 1        | Fernando Alonso      | Renault             | 70         | 1h34:37.308    | 1        | 10   |
| 2        | 5        | Michael Schumacher   | Ferrari             | 70         | + 2.111        | 5        | 8    |
| 3        | 3        | Kimi Räikkönen       | McLaren-Mercedes    | 70         | + 8.813        | 3        | 6    |
| 4        | 2        | Giancarlo Fisichella | Renault             | 70         | + 15.679       | 2        | 5    |
| 5        | 6        | Felipe Massa         | Ferrari             | 70         | + 25.172       | 10       | 4    |
| 6        | 8        | Jarno Trulli         | Toyota              | 69         | + 1 kör        | 4        | 3    |
| 7        | 16       | Nick Heidfeld        | BMW Sauber          | 69         | + 1 kör        | 13       | 2    |
| 8        | 14       | David Coulthard      | Red Bull-Ferrari    | 69         | + 1 kör        | 22       | 1    |
| 9        | 12       | Jenson Button        | Honda               | 69         | + 1 kör        | 8        |      |
| 10       | 21       | Scott Speed          | Toro Rosso-Cosworth | 69         | + 1 kör        | 17       |      |
| 11       | 15       | Christian Klien      | Red Bull-Ferrari    | 69         | + 1 kör        | 12       |      |
| 12       | 9        | Mark Webber          | Williams-Cosworth   | 69         | + 1 kör        | 16       |      |
| 13       | 20       | Vitantonio Liuzzi    | Toro Rosso-Cosworth | 68         | + 2 kör        | 15       |      |
| 14       | 18       | Tiago Monteiro       | MF1-Toyota          | 66         | + 4 kör        | 18       |      |
| 15       | 22       | Szató Takuma         | Super Aguri-Honda   | 64         | Baleset        | 20       |      |
| Ki       | 17       | Jacques Villeneuve   | BMW Sauber          | 58         | Baleset        | 11       |      |
| Ki       | 7        | Ralf Schumacher      | Toyota              | 58         | Visszalépett   | 14       |      |
| Ki       | 4        | Juan Pablo Montoya   | McLaren-Mercedes    | 13         | Baleset        | 7        |      |
| Ki       | 11       | Rubens Barrichello   | Honda               | 11         | Mechanika      | 9        |      |
| Ki       | 23       | Franck Montagny      | Super Aguri-Honda   | 2          | Motorhiba      | 21       |      |
| Ki       | 10       | Nico Rosberg         | Williams-Cosworth   | 1          | Baleset        | 6        |      |
| Ki       | 19       | Christijan Albers    | MF1-Toyota          | 0          | Baleset        | 19       |      |

## A világbajnokság állása a verseny után
| H | Versenyzők           | Pont | H | Konstruktőrök    | Pont |
| - | -------------------- | ---- | - | ---------------- | ---- |
| 1 | Fernando Alonso      | 84   | 1 | Renault          | 121  |
| 2 | Michael Schumacher   | 59   | 2 | Ferrari          | 79   |
| 3 | Kimi Räikkönen       | 39   | 3 | McLaren-Mercedes | 65   |
| 4 | Giancarlo Fisichella | 37   | 4 | Honda            | 29   |
| 5 | Felipe Massa         | 28   | 5 | BMW Sauber       | 19   |

## Statisztikák
Vezető helyen:
- Fernando Alonso: 65 (1-22 / 25-49 / 53-70)
- Kimi Räikkönen : 5 (23-24 / 50-52)

Fernando Alonso 14. győzelme, 14. pole-pozíciója, Kimi Räikkönen 10. leggyorsabb köre.
- Renault 32. győzelme.